# Laciniodes plurilinearia
Laciniodes plurilinearia là một loài bướm đêm trong họ Geometridae.